# Oriental (Marokko)
Oriental (arabisk : الشرق, Ash-Sharq ; Berber : ⵜⴰⴳⵎⵓⴹⴰⵏⵜ, Tagmuḍant) er en af Marokkos tolv regioner, der ligger i den nordøstlige del af landet. Det dækker et areal på 90.127   km² og har en befolkning på 2.314.346 (folketælling fra 2014).
Hovedstaden og den største by er Oujda, og den næststørste by er Nador . Regionen omfatter 7 provinser og et præfektur. Mohamed Mhidia blev wali (guvernør) i regionen i 2015.
Et flertal af befolkningen i orientalsk taler marokkansk Darija arabisk (86,2%) som et første eller andet sprog. Et stort mindretal taler Rif-Berber- sproget (38,4%) som førstesprog. En lille del taler det østlige Mellematlas Tamazight og Figuig Tamazight, hovedsagelig i det sydlige af Oriental. 

## Etymologi
Det engelske navn Oriental stammer fra det franske udtryk L'Oriental (for "det østlige") og kommer direkte fra det latinske orientalis, "i øst", idet regionen er beliggende i den østlige del af Marokko.  Det arabiske navn Ash-Sharq betyder også "det østlige", ligesom Berber-navnet Tagmuḍant (fra agmuḍan).

## Geografi
Oriental er beliggende i den østlige del af landet med en nordlig kystlinje til Middelhavet . Regionerne Taza-Al Hoceima-Taounate, Fès-Boulemane og Meknès-Tafilalet ligger mod vest, med de algeriske provinser Tlemcen og Naâma mod øst og Béchar mod syd. Melilla, en spansk autonom by, grænser også til regionen. I 2015 blev Oriental udvidet til også at omfatte Guercif-provinsen .
Regionen består af følgende præfekturer og provinser: 
- Berkane (provins)
- Driouch (provins)
- Figuig (provins)
- Guercif (provins)
- Jerada (provins)
- Nador (provins)
- Oujda-Angad (præfektur)
- Taourirt (provins)

## Kommuner efter befolkning (2014)
| Navn                    | Provins/ Præfektur | Befolkning (2014) |
| ----------------------- | ------------------ | ----------------- |
| Oujda                   | Oujda-Angad        | 494.252           |
| Nador                   | Nador-provinsen    | 161.726           |
| Berkane                 | Berkane-provinsen  | 109.237           |
| Taourirt                | Taourirt-provinsen | 103.398           |
| Beni Ensar / Aït Nsar   | Nador-provinsen    | 56.582            |
| Al Aaroui               | Nador-provinsen    | 47.599            |
| Jerada                  | Jerada-provinsen   | 43.506            |
| El Aioun Sidi Mellouk   | Taourirt-provinsen | 41.832            |
| Bouarg                  | Nador-provinsen    | 37.737            |
| Zaio                    | Nador-provinsen    | 35.806            |
| Zeghanghane             | Nador-provinsen    | 34.025            |
| Sidi Slimane Echcharraa | Berkane-provinsen  | 30.202            |
| Bouarfa                 | Figuig Province    | 28.846            |
| Bni Chiker              | Nador-provinsen    | 26.884            |
| Oulad Settout           | Nador-provinsen    | 23.218            |
| Selouane                | Nador-provinsen    | 21.570            |
| Boughriba               | Berkane-provinsen  | 20.513            |
| Ahfir                   | Berkane-provinsen  | 19.630            |
| Arekmane                | Nador-provinsen    | 18.490            |
| Mtalssa                 | Driouch-provinsen  | 16.787            |
| Talsint                 | Figuig Province    | 16.166            |
| Bni Tadjite             | Figuig Province    | 16.149            |
| Zegzel                  | Berkane-provinsen  | 16.137            |
| Tendrara                | Figuig Province    | 15.390            |
| Midar                   | Driouch-provinsen  | 17.042            |
| Driouch                 | Driouch-provinsen  | 14.741            |
| Ben Taieb               | Driouch-provinsen  | 14.257            |
| Temsamane               | Driouch-provinsen  | 13.920            |
| Ain Bni Mathar          | Jerada-provinsen   | 13.526            |
| Figuig                  | Figuig Province    | 12.516            |